# San Quirico d'Orcia

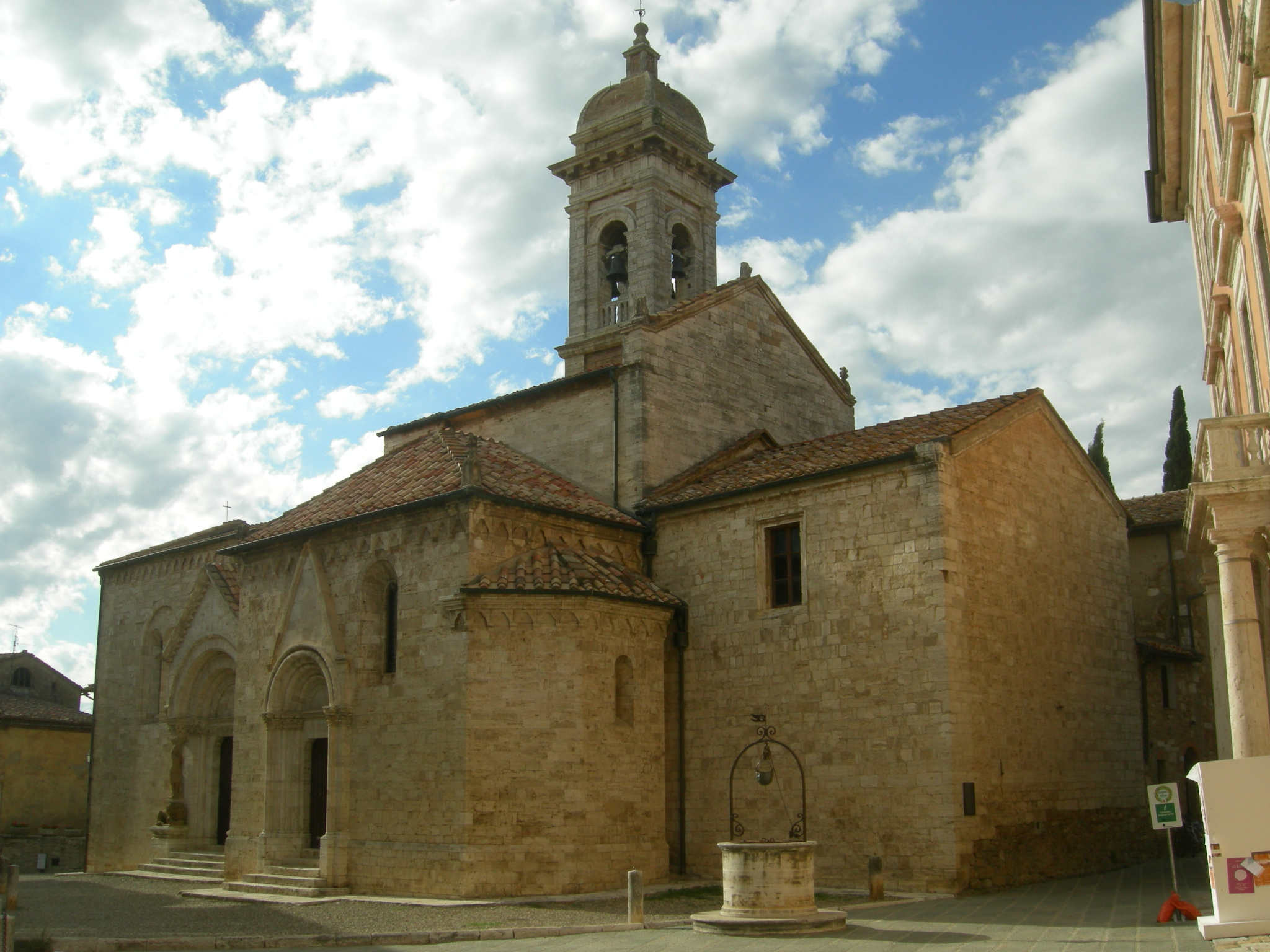
Collegiata ở San Quirico d'Orcia.

San Quirico d'Orcia là một đô thị ở tỉnh Siena trong vùng Toscana, có cự ly khoảng 80 km về phía đông nam của Florence và khoảng 35 km về phía đông nam của Siena.
San Quirico d'Orcia giáp các đô thị: Castiglione d'Orcia, Montalcino, Pienza, San Giovanni d'Asso.
Đô thị này nằm ở Via Francigena.